# Габор Сарваш
Габор Сарваш (угор. Szarvas Gábor; 2 березня 1832, Ада — 12 жовтня 1895, Будапешт) — угорський мовознавець та педагог.
Він заснував журнал «Magyar Nyelvőr», присвячений культурі мови. Був співавтором твору «Magyar nyelvtörténeti szótár». Він також був членом Угорської академії наук (дійсний член та членкореспондент).